# 海因里希·斯托爾貝格-維尼格羅德
海因里希·斯托爾貝格-維尼格羅德（德語：Henrich zu Stolberg-Wernigerode，1772年9月25日—1854年2月16日），德國貴族，斯托爾貝格-維尼格羅德伯爵（1824年至1854年在位）。

## 家庭
1799年，海因里希與舍恩貝格-瓦爾登堡的珍妮特（Jeanette von Schönburg-Waldenburg）結婚，兩人共有4子2女：
1. 艾蕾諾爾（1801年—1827年），亨利六十三世的第一任妻子
2. 赫爾曼（德语：Hermann zu Stolberg-Wernigerode）（1802年—1841年）
3. 博恩哈德（1803年—1824年）
4. 波索（德语：Botho zu Stolberg-Wernigerode）（1805年—1881年）
5. 卡羅琳（1806年—1896年），亨利六十三世的第二任妻子
6. 魯道夫（1809年—1867年）